# شعراء

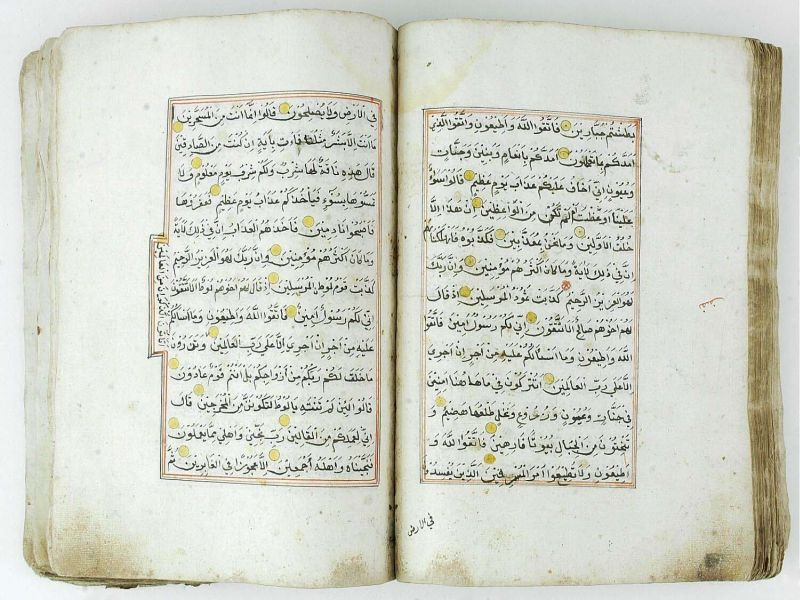
نسخه خطی از سوره شعراء در شهر آچه اندونزی

سوره شعراء سوره ۲۶ از قرآن است و ۲۲۷ آیه دارد. تمام این سوره به جز چهار آیهٔ آخر آن مکی هستند. نام آن از آیه ۲۲۴ آن گرفته شده‌است که در مورد شاعران بی‌هدف سخن می‌گوید. به مانند دیگر سوره‌های مکی، عمده تمرکز این سوره پیرامون مسائل اعتقادی مانند توحید، معاد، نبوت، اهمیت قرآن، و داستان‌های پیامبران پیشین است. دستورهایی به پیامبر اسلام در زمینهٔ چگونگی دعوت و برخورد با مؤمنان و نوید به مؤمنان و انذار کافران پایان‌بخش این بخش از سوره است. این سوره از نظر تعداد آیات دومین سورهٔ بلند قرآن پس از بقره است، گرچه از نظر تعداد کلمات چنین نیست.